# Miguel Maliszewski
Miguel Maliszewski (San Lorenzo, 10 settembre 1948) è un ex calciatore argentino naturalizzato statunitense, di ruolo centrocampista e attaccante.

## Carriera

### Club
Maliszewski inizia la carriera professionale nella NASL, tra le file del Baltimore Bays. Con Bays ottiene il quarto posto della Atlantic Division, non accedendo così alla parte finale del torneo. Rimane in forza al club di Baltimora anche la stagione seguente, chiusa al quinto ed ultimo posto.

### Nazionale
Maliszewski giocò tre incontri con la nazionale di calcio degli Stati Uniti d'America: due amichevoli e una gara valida per le qualificazioni al campionato mondiale del 1968.

## Statistiche

### Cronologia presenze e reti in Nazionale
| Cronologia completa delle presenze e delle reti in nazionale ― Stati Uniti | Cronologia completa delle presenze e delle reti in nazionale ― Stati Uniti | Cronologia completa delle presenze e delle reti in nazionale ― Stati Uniti | Cronologia completa delle presenze e delle reti in nazionale ― Stati Uniti | Cronologia completa delle presenze e delle reti in nazionale ― Stati Uniti | Cronologia completa delle presenze e delle reti in nazionale ― Stati Uniti | Cronologia completa delle presenze e delle reti in nazionale ― Stati Uniti | Cronologia completa delle presenze e delle reti in nazionale ― Stati Uniti |
| Data                                                                       | Città                                                                      | In casa                                                                    | Risultato                                                                  | Ospiti                                                                     | Competizione                                                               | Reti                                                                       | Note                                                                       |
| -------------------------------------------------------------------------- | -------------------------------------------------------------------------- | -------------------------------------------------------------------------- | -------------------------------------------------------------------------- | -------------------------------------------------------------------------- | -------------------------------------------------------------------------- | -------------------------------------------------------------------------- | -------------------------------------------------------------------------- |
| 15-09-1968                                                                 | New York                                                                   | Stati Uniti                                                                | 3 – 3                                                                      | Israele                                                                    | Amichevole                                                                 | -                                                                          |                                                                            |
| 25-09-1968                                                                 | New York                                                                   | Stati Uniti                                                                | 0 – 4                                                                      | Israele                                                                    | Amichevole                                                                 | -                                                                          |                                                                            |
| 11-05-1969                                                                 | San Diego                                                                  | Stati Uniti                                                                | 0 – 1                                                                      | Haiti                                                                      | Qual. Mondiali 1970                                                        | -                                                                          |                                                                            |
| Totale                                                                     |                                                                            | Presenze                                                                   | 3                                                                          |                                                                            | Reti                                                                       | 0                                                                          |                                                                            |